# Jarle Førde
Jarle Stein Førde, född 4 oktober 1956 i Langevåg, Norge, är en norsk jazzmusiker och spelar trumpet och flygelhorn. Han är mest känd via det norska brassbandet Brazz Brothers. I gruppen spelar även hans lillebror Jan Magne och hans tvillingbror Helge.